# 馬塔科斯縣
23°53′56″S 61°51′20″W / 23.89889°S 61.85556°W
馬塔科斯縣（西班牙語：Departamento Matacos），是阿根廷的縣份，位於該國東北部福爾摩沙省，首府設於因赫涅羅華雷斯，面積3,480平方公里，2010年人口17,063，人口密度每平方公里4.9人。